# Motpåve

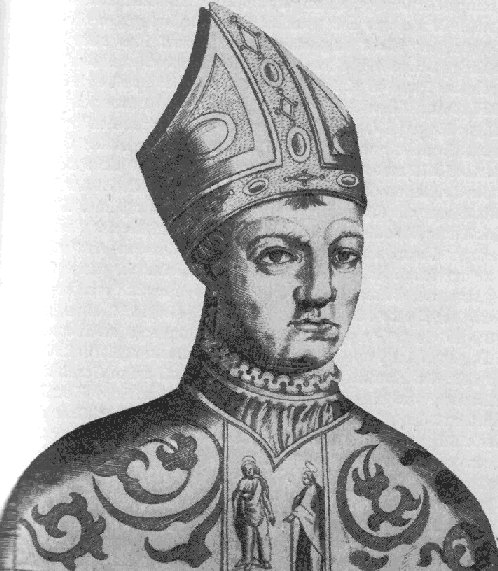
Motpåven Johannes XXIII (1410-1415)

En motpåve, eller antipåve är en person som gör anspråk på påvevärdigheten, men som inte har accepterats av Romersk-katolska kyrkan. En motpåve har ofta stöttats av någon världslig makthavare. Det finns drygt fyrtio motpåvar i katolska kyrkans historia.

## Lista över motpåvar
- Hippolytus 217–235
- Novatianus 251–258
- Felix II 355–365
- Ursinus 366–367
- Eulalius 418–419
- Laurentius 498–499, 501–506
- Dioskurus 530
- Theodorus 687
- Paschalis 687
- Theofylactus 757
- Constantinus 767–768
- Filippus 768
- Johannes VIII 844
- Anastasius Bibliothecarius 855
- Christoforus 903–904
- Bonifatius VII 974, 984–985
- Donus II cirka 974
- Johannes XVI 997–998
- Gregorius VI 1012
- Gregorius VI 1045–1046
- Benedictus X 1058–1059
- Honorius II 1061–1064
- Clemens III 1080, 1084–1100
- Theoderic 1100–1101
- Adalbert 1101
- Silvester IV 1105–1111
- Gregorius VIII 1118–1121
- Celestinus II 1124
- Anacletus II 1130–1138
- Viktor IV 1138
- Viktor IV 1159–1164
- Paschalis III 1164–1168
- Calixtus III 1168–1178
- Innocentius III 1179–1180
- Nicolaus V 1328–1330
- Clemens VII 1378–1394
- Benedictus XIII 1394–1417
- Alexander V 1409–1410
- Johannes XXIII 1410–1415
- Clemens VIII 1423–1429
- Benedictus XIV 1425–?
- Felix V 1439–1449

## Nutida motpåvar
- Gregorius XVII (Clemente Domínguez y Gómez) 1978–2005
- Petrus II 2005–2011
- Michael I 1990–2022
- Pius XIII 1998–2009
- Johannes XX (Roberto Carnevale) 2005–
- Gregorius XIX (Reinaldus Michael Benjamins) 1983–
- Pius XIV (Thsung Zhong Huai-de [Joseph]) 1998–2002
- Gregorius XVIII 2006–